# Kościół św. Bartłomieja w Smolnicy
Kościół cmentarny pw. św. Bartłomieja – zabytkowy, drewniany kościół katolicki znajdujący się na cmentarzu parafialnym w Smolnicy w powiecie gliwickim w województwie śląskim. Jest kościołem parafii św. Bartłomieja w Smolnicy w dekanacie Gliwice-Ostropa w diecezji gliwickiej.
Kościół znajduje się na Szlaku Architektury Drewnianej województwa śląskiego w pętli gliwickiej. W pobliżu kościoła przebiega także Szlak Stulecia Turystyki.

## Historia
Parafia w Smolnicy wzmiankowana jest w latach 1376 i 1447, jednak na przełomie XVI i XVII wieku stała się filią parafii w Pilchowicach. Samodzielność odzyskała dopiero w 1948 r.
Kościół został wybudowany w 1600 lub 1603 roku przez luteran, choć badania dendrologiczne z 2008 r. wykazują, że powstał w latach 1776-1777. Wieżę zbudowano z drzewa ściętego w latach 1571-1572, być może zatem była ona początkowo wolno stojącą dzwonnicą, którą później przystawiono do kościoła. W 1667 roku kościół stał się kościołem filialnym parafii pilchowickiej. Początkowo miał niewielkie rozmiary i określany był jako kaplica. Rozbudowany został pod koniec XVII lub na początku XVIII wieku. Obecny kościół jest budowlą jednorodną, powstałą w latach 1776–1777. Do jego budowy wykorzystano drewno sosnowe, a w więźbie dachowej nad nawą drewno świerkowe.
Kościół remontowano m.in. w latach 1905 (powiększenie zakrystii), 1923 (naprawa wieży), 1943 (wzmocnienie dachu). Od czasu wybudowania w pobliżu nowego kościoła w 1979 r. nieużywany kościół niszczał, a generalny remont rozpoczęto dopiero w 2007 r.

## Architektura i wnętrze
Kościół orientowany, drewniany o konstrukcji zrębowej, wzniesiony jest na podmurówce z kamienia. Ma wieżę o konstrukcji słupowej; na wieży zawieszony jest dzwon z 1859 r. Ściany i dachy kościoła pokryte są zewnątrz gontem, wieża czołowa szalowana jest deskami. Kościół nie ma wyodrębnionego prezbiterium, a tylko trójboczną apsydę, zbudowaną wraz z całym kościołem.
W ołtarzu głównym znajdował się tzw. „Tryptyk Smolnicki” – tryptyk, malowany na desce z ok. 1600, wywieziony po II wojnie światowej do muzeum w Raciborzu, którego część zaginęła w 1950 r. We wcześniejszej wersji ołtarza umieszczone były figury św. Barbary i św. Doroty, datowane na 1470/1500. Wyposażenie zakrystii stanowi m.in. skrzynia, datowana na XVII wiek.
Obecnie (2012 r.) wnętrze kościoła jest w trakcie konserwacji i zawiera jedynie zabytkowe organy i ławki. Po zakończeniu prac w kościele umieszczone będą obrazy Matki Boskiej Różańcowej i św. Bartłomieja (oba z XIX wieku) oraz tryptyk malowany na desce, pochodzący z ok. 1600 r., przemalowany w 1963.

## Otoczenie
Kościół znajduje się na terenie cmentarza parafialnego, ogrodzonego kamiennym murem. W pobliżu wejścia na cmentarz znajduje się kamienny krzyż z 1882 r.